# 香港スプリント
香港スプリント（ホンコンスプリント; 中: 香港短途錦標/英: Hong Kong Sprint）とは毎年12月中旬に香港沙田競馬場の芝1200メートル (m)で行われる3歳以上の競馬の競走である。
香港国際賽事（香港国際競走）として、香港カップ (芝2000 m)・香港マイル (芝1600 m)・香港ヴァーズ (芝2400 m)といった国際G1（グループワン）と同日に開催されている。
香港競馬年度シーズンの最初の短距離路線のG1競走でヨーロッパや日本、オセアニアから第一線級のスプリンターが多数出走する。
近年の日本競馬においてはスプリンターズステークスが2000年に10月第1週に移動した事により、スプリント路線のその年の締め括りとして当競走に出走するローテーションが定着しつつある。2012年は日本のロードカナロアが優勝。これで香港国際賽事の全てのレースで日本馬が優勝したことになる。

## 歴史
- 1999年 国際リステッド競走として創設、当初の施行距離は芝1000メートル (m)。
- 2000年 国際G3に昇格。
- 2001年
  - 国際G2に昇格。
  - オーストラリア調教馬のFalvelon（ファルヴェロン）が史上初の連覇。
- 2002年
  - 国際G1に昇格。
  - All Thrills Too（オールスリルズトゥー）が当時のレコード56秒4で優勝。史上初の3連覇を狙ったファルヴェロンは3着に終わった。
- 2004年 地元香港の英雄Silent Witness（サイレントウィットネス）が当時13戦無敗のまま、2頭目の連覇。
- 2006年
  - グローバル・スプリント・チャレンジシリーズに参加し、その最終戦として開催（2017年を最後に休止）。それに伴い施行距離を芝1200 mに変更。スタート地点も従来の直線コースからバックストレッチへ移動。
  - Absolute Champion（アブソリュートチャンピオン）が2021年現在も記録されているレコード1分07秒8で優勝。2着サイレントウィットネスに4馬身4分の1での勝利は当時最大着差だった。
- 2009年 地元香港のセイクリッドキングダムが2007年以来2度目の優勝を達成した。
- 2010年 南アフリカ共和国のジェイジェイザジェットプレーンが優勝。同レースはそれまでオーストラリアの出身馬の優勝が目立っていたが、オーストラリア出身以外で初の優勝になった。
- 2011年 総賞金を1200万から1400万香港ドルへと200万ドル増やし香港ヴァーズと同じ賞金額になった。
  - 地元のラッキーナインが優勝。同馬の出身がアイルランドだったので、欧州出身馬初優勝になった。
- 2012年 日本のロードカナロアが優勝。
- 2013年 日本のロードカナロアが史上3頭目の連覇。2着のアイルランド調教馬・ソールパワーに5馬身差をつけての優勝は、これまで記録していたアブソリュートチャンピオンの従来の記録を7年振りに更新した。
- 2018年 ミスタースタニングが史上4頭目の連覇。
- 2020年 日本のダノンスマッシュが優勝。
- 2021年 多重落馬により、アメージングスター・ナブーアタックの2頭が予後不良となる[1]。他にも日本のピクシーナイトら2頭が競走中止し、競走中止は出走馬12頭の 1/3 を占める計4頭となった[2]。

## 歴代優勝馬
| 回数   | 施行日         | 調教国・優勝馬 (欧文名)      | 日本語読み カタカナ名          | 性齢 | 勝時計  | 優勝騎手         | 管理調教師     |
| ------ | -------------- | ---------------------------- | ------------------------------ | ---- | ------- | ---------------- | -------------- |
| 第1回  | 1999年12月12日 | 靚蝦王 (Fairy King Prawn)    | フェアリーキングプローン       | 騸4  | 0:56.5  | S.キング         | P.イウ         |
| 第2回  | 2000年12月17日 | 飛快龍 (Falvelon)            | ファルヴェロン                 | 牡5  | 0:56.7  | D.オリヴァー     | D.ボーゴーア   |
| 第3回  | 2001年12月16日 | 飛快龍 (Falvelon)            | ファルヴェロン                 | 牡5  | 0:57.0  | D.オリヴァー     | D.ボーゴーア   |
| 第4回  | 2002年12月15日 | 更歡笑 (All Thrills Too)     | オールスリルズトゥー           | 騸5  | 0:56.4  | G.モッセ         | D.ヘイズ       |
| 第5回  | 2003年12月14日 | 精英大師 (Silent Witness)    | サイレントウィットネス         | 騸4  | 0:56.5  | F.コーツィー     | A.クルーズ     |
| 第6回  | 2004年12月12日 | 精英大師 (Silent Witness)    | サイレントウィットネス         | 騸5  | 0:56.8  | F.コーツィー     | A.クルーズ     |
| 第7回  | 2005年12月11日 | 電光火力 (Natural Blitz)     | ナチュラルブリッツ             | 騸5  | 0:57.6  | G.スコフィールド | D.クルーズ     |
| 第8回  | 2006年12月10日 | 騏綵 (Absolute Champion)     | アブソリュートチャンピオン     | 騸5  | 1:07.8  | B.プレブル       | D.ホール       |
| 第9回  | 2007年12月9日  | 蓮華生輝 (Sacred Kingdom)    | セイクリッドキングダム         | 騸4  | 1:08.4  | G.モッセ         | P.イウ         |
| 第10回 | 2008年12月14日 | 創惑 (Inspiration)           | インスピレーション             | 騸4  | 1:08.68 | D.ビードマン     | J.ムーア       |
| 第11回 | 2009年12月13日 | 蓮華生輝 (Sacred Kingdom)    | セイクリッドキングダム         | 騸6  | 1:09.16 | B.プレブル       | P.イウ         |
| 第12回 | 2010年12月12日 | 卡通飛機 (J J the Jet Plane) | ジェイジェイザジェットプレーン | 騸6  | 1:08.84 | P.ストライドム   | L.ホウタラギス |
| 第13回 | 2011年12月11日 | 天久 (Lucky Nine)            | ラッキーナイン                 | 騸4  | 1:08.98 | B.プレブル       | C.ファウンズ   |
| 第14回 | 2012年12月9日  | 龍王 (Lord Kanaloa)          | ロードカナロア                 | 牡4  | 1:08.50 | 岩田康誠         | 安田隆行       |
| 第15回 | 2013年12月8日  | 龍王 (Lord Kanaloa)          | ロードカナロア                 | 牡5  | 1:08.25 | 岩田康誠         | 安田隆行       |
| 第16回 | 2014年12月14日 | 友瑩格 (Aerovelocity)        | エアロヴェロシティ             | 騸6  | 1:08.57 | Z.パートン       | P.オサリバン   |
| 第17回 | 2015年12月13日 | 幸福指數 (Peniaphobia)       | ペニアフォビア                 | 騸4  | 1:08.74 | J.モレイラ       | A.クルーズ     |
| 第18回 | 2016年12月11日 | 友瑩格 (Aerovelocity)        | エアロヴェロシティ             | 騸8  | 1:08.08 | Z.パートン       | P.オサリバン   |
| 第19回 | 2017年12月10日 | 紅衣醒神 (Mr Stunning)       | ミスタースタニング             | 騸5  | 1:08.40 | N.ローウィラー   | J.サイズ       |
| 第20回 | 2018年12月9日  | 紅衣醒神 (Mr Stunning)       | ミスタースタニング             | 騸6  | 1:08.85 | K.ティータン     | F.ロー         |
| 第21回 | 2019年12月8日  | 爭分奪秒 (Beat The Clock)    | ビートザクロック               | 騸6  | 1:08.12 | J.モレイラ       | J.サイズ       |
| 第22回 | 2020年12月13日 | 野田重擊 (Danon Smash)       | ダノンスマッシュ               | 牡5  | 1:08.45 | R.ムーア         | 安田隆行       |
| 第23回 | 2021年12月12日 | 顯心星 (Sky Field)           | スカイフィールド               | 騸5  | 1:08.66 | B.シン           | C.ファウンズ   |
| 第24回 | 2022年12月11日 | 福逸 (Wellington)            | ウェリントン                   | 騸6  | 1:08.76 | R.ムーア         | R.ギブソン     |
| 第25回 | 2023年12月10日 | 金鑽貴人 (Lucky Sweynesse)   | ラッキースワイニーズ           | 騸5  | 1:09.25 | Z.パートン       | K.マン         |
| 第26回 | 2024年12月8日  | 嘉應高昇 (Ka Ying Rising)    | カーインライジング             | 騸4  | 1:08.15 | Z.パートン       | D.ヘイズ       |